# Grande Prêmio da Espanha de 1999
Resultados do Grande Prêmio da Espanha de Fórmula 1 realizado em Barcelona em 30 de maio de 1999. Quinta etapa do campeonato, foi venciso pelo finlandês Mika Häkkinen, que subiu ao pódio junto a David Coulthard numa dobradinha da McLaren-Mercedes, com Michael Schumacher em terceiro pela Ferrari, sendo este o mesmo pódio do ano anterior.

## Classificação da prova

### Treino oficial
| Pos.                      | Nº | Piloto                | Construtor         | Tempo    | Diferença |
| ------------------------- | -- | --------------------- | ------------------ | -------- | --------- |
| 1                         | 1  | Mika Häkkinen         | McLaren-Mercedes   | 1:22.088 |           |
| 2                         | 4  | Eddie Irvine          | Ferrari            | 1:22.219 | + 0.131   |
| 3                         | 2  | David Coulthard       | McLaren-Mercedes   | 1:22.244 | + 0.156   |
| 4                         | 3  | Michael Schumacher    | Ferrari            | 1:22.277 | + 0.189   |
| 5                         | 11 | Jean Alesi            | Sauber-Petronas    | 1:22.388 | + 0.300   |
| 6                         | 22 | Jacques Villeneuve    | BAR-Supertec       | 1:22.703 | + 0.615   |
| 7                         | 16 | Rubens Barrichello    | Stewart-Ford       | 1:22.920 | + 0.832   |
| 8                         | 8  | Heinz-Harald Frentzen | Jordan-Mugen/Honda | 1:22.938 | + 0.850   |
| 9                         | 19 | Jarno Trulli          | Prost-Peugeot      | 1:23.194 | + 1.106   |
| 10                        | 6  | Ralf Schumacher       | Williams-Supertec  | 1:23.303 | + 1.215   |
| 11                        | 7  | Damon Hill            | Jordan-Mugen/Honda | 1:23.317 | + 1.229   |
| 12                        | 12 | Pedro Paulo Diniz     | Sauber-Petronas    | 1:23.331 | + 1.243   |
| 13                        | 9  | Giancarlo Fisichella  | Benetton-Playlife  | 1:23.333 | + 1.245   |
| 14                        | 17 | Johnny Herbert        | Stewart-Ford       | 1:23.505 | + 1.417   |
| 15                        | 18 | Olivier Panis         | Prost-Peugeot      | 1:23.559 | + 1.471   |
| 16                        | 23 | Mika Salo             | BAR-Supertec       | 1:23.683 | + 1.595   |
| 17                        | 5  | Alessandro Zanardi    | Williams-Supertec  | 1:23.703 | + 1.615   |
| 18                        | 10 | Alexander Wurz        | Benetton-Playlife  | 1:23.824 | + 1.736   |
| 19                        | 14 | Pedro de La Rosa      | Arrows             | 1:24.619 | + 2.531   |
| 20                        | 15 | Toranosuke Takagi     | Arrows             | 1:25.280 | + 3.192   |
| 21                        | 21 | Marc Gené             | Minardi-Ford       | 1:25.672 | + 3.584   |
| 22                        | 20 | Luca Badoer           | Minardi-Ford       | 1:25.833 | + 3.745   |
| Limite dos 107%: 1:27.834 |    |                       |                    |          |           |
| Fonte:                    |    |                       |                    |          |           |

### Corrida
| Pos.   | Nº | Piloto                | Construtor         | Voltas | Tempo/Diferença | Grid | Pontos           |
| ------ | -- | --------------------- | ------------------ | ------ | --------------- | ---- | ---------------- |
| 1      | 1  | Mika Häkkinen         | McLaren-Mercedes   | 65     | 1:34:13.665     | 1    | 10               |
| 2      | 2  | David Coulthard       | McLaren-Mercedes   | 65     | + 6.238         | 3    | 6                |
| 3      | 3  | Michael Schumacher    | Ferrari            | 65     | + 10.845        | 4    | 4                |
| 4      | 4  | Eddie Irvine          | Ferrari            | 65     | + 30.182        | 2    | 3                |
| 5      | 6  | Ralf Schumacher       | Williams-Supertec  | 65     | + 1:27.208      | 10   | 2                |
| 6      | 19 | Jarno Trulli          | Prost-Peugeot      | 64     | + 1 volta       | 9    | 1                |
| 7      | 7  | Damon Hill            | Jordan-Mugen/Honda | 64     | + 1 volta       | 11   |                  |
| 8      | 23 | Mika Salo             | BAR-Supertec       | 64     | + 1 volta       | 16   |                  |
| 9      | 9  | Giancarlo Fisichella  | Benetton-Playlife  | 64     | + 1 volta       | 13   |                  |
| 10     | 10 | Alexander Wurz        | Benetton-Playlife  | 64     | + 1 volta       | 18   |                  |
| DSQ    | 16 | Rubens Barrichello    | Stewart-Ford       | 64     | Desclassificado | 7    | [ 3 ] [ nota 2 ] |
| 11     | 14 | Pedro de La Rosa      | Arrows             | 63     | + 2 voltas      | 19   |                  |
| 12     | 15 | Toranosuke Takagi     | Arrows             | 62     | + 3 voltas      | 20   |                  |
| Ret    | 20 | Luca Badoer           | Minardi-Ford       | 50     | Spun Off        | 22   |                  |
| Ret    | 22 | Jacques Villeneuve    | BAR-Supertec       | 40     | Câmbio          | 6    |                  |
| Ret    | 12 | Pedro Paulo Diniz     | Sauber-Petronas    | 40     | Transmissão     | 12   |                  |
| Ret    | 17 | Johnny Herbert        | Stewart-Ford       | 40     | Transmissão     | 14   |                  |
| Ret    | 8  | Heinz-Harald Frentzen | Jordan-Mugen/Honda | 35     | Halfshaft       | 8    |                  |
| Ret    | 11 | Jean Alesi            | Sauber-Petronas    | 27     | Transmissão     | 5    |                  |
| Ret    | 5  | Alessandro Zanardi    | Williams-Supertec  | 24     | Câmbio          | 17   |                  |
| Ret    | 18 | Olivier Panis         | Prost-Peugeot      | 24     | Câmbio          | 15   |                  |
| Ret    | 21 | Marc Gené             | Minardi-Ford       | 0      | Câmbio          | 21   |                  |
| Fonte: |    |                       |                    |        |                 |      |                  |

## Tabela do campeonato após a corrida
| Pos.   | Piloto                | Pontos |
| ------ | --------------------- | ------ |
| 1      | Michael Schumacher    | 30     |
| 2      | Mika Häkkinen         | 24     |
| 3      | Eddie Irvine          | 21     |
| 4      | Heinz-Harald Frentzen | 13     |
| 5      | David Coulthard       | 12     |
| Fonte: |                       |        |

| Pos.   | Construtor         | Pontos |
| ------ | ------------------ | ------ |
| 1      | Ferrari            | 51     |
| 2      | McLaren-Mercedes   | 36     |
| 3      | Jordan-Mugen/Honda | 16     |
| 4      | Williams-Supertec  | 9      |
| 5      | Benetton-Playlife  | 8      |
| Fonte: |                    |        |

- Nota: Somente as primeiras cinco posições estão listadas.